# Trichoderma polysporum
Trichoderma polysporum är en svampart som först beskrevs av Heinrich Friedrich Link, och fick sitt nu gällande namn av Rifai 1969. Trichoderma polysporum ingår i släktet Trichoderma och familjen Hypocreaceae.   Inga underarter finns listade i Catalogue of Life.